# Noturus funebris
Noturus funebris és una espècie de peix de la família dels ictalúrids i de l'ordre dels siluriformes.

## Morfologia
Els mascles poden assolir els 15 cm de llargària total.

## Distribució geogràfica
Es troba a Nord-amèrica: des de Florida fins a Mississipi i Louisiana (Estats Units).